# Edisto Glacier (glaciär i Antarktis, lat -66,17, long 100,62)
Edisto Glacier är en glaciär i Antarktis. Den ligger i Östantarktis. Australien gör anspråk på området. Edisto Glacier ligger 5 meter över havet.
Terrängen runt Edisto Glacier är huvudsakligen platt. Edisto Glacier ligger nere i en dal. Trakten är obefolkad. Det finns inga samhällen i närheten. 